# الكائنات الحية الدقيقة البحرية

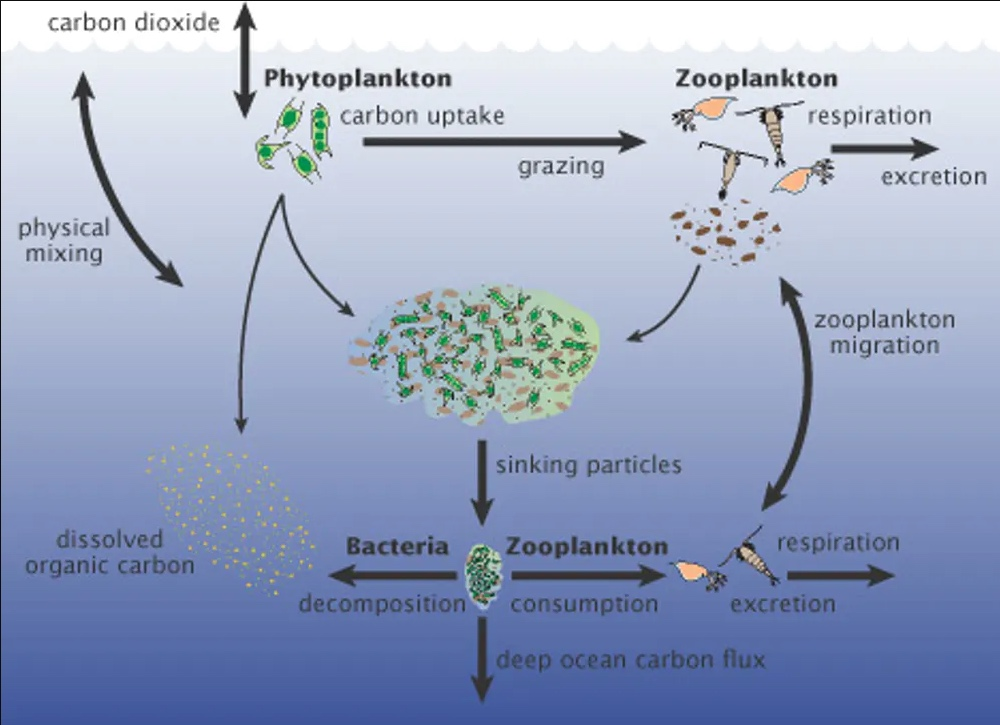

يتم تعريف الكائنات الحية الدقيقة البحرية من خلال موطنها على أنها كائنات دقيقة تعيش في بيئة بحرية ، أي في المياه المالحة للبحر أو المحيط أو المياه قليلة الملوحة لمصب ساحلي. الكائن الدقيق (أو الميكروب) هو أي كائن حي أو فيروس مجهري ، يكون صغيرًا جدًا بحيث لا يمكن رؤيته بالعين المجردة بدون تكبير. الكائنات الحية الدقيقة متنوعة للغاية. يمكن أن تكون وحيدة الخلية أو متعددة الخلايا وتشمل البكتيريا والعتائق والفيروسات ومعظم الكائنات الأولية ، بالإضافة إلى بعض الفطريات والطحالب والحيوانات ، مثل الروتيفر ومجدافيات الأرجل. العديد من الحيوانات والنباتات العيانية لها مراحل أحداث مجهرية. يصنف بعض علماء الأحياء المجهرية الفيروسات على أنها كائنات دقيقة ، لكن آخرين يعتبرونها غير حية.
تشير التقديرات إلى أن الكائنات الحية الدقيقة البحرية تشكل حوالي 70٪ ، أو حوالي 90٪ ، من الكتلة الحيوية في المحيط. مجتمعة تشكل الميكروبيوم البحري. على مدى بلايين السنين طور هذا الميكروبيوم العديد من أنماط الحياة والتكيفات وأصبح يشارك في الدورة العالمية لجميع العناصر الكيميائية تقريبًا. تعد الكائنات الحية الدقيقة ضرورية لإعادة تدوير المغذيات في النظم البيئية لأنها تعمل كمحللات. كما أنها مسؤولة عن جميع عمليات التمثيل الضوئي تقريبًا التي تحدث في المحيط ، فضلاً عن دورة الكربون والنيتروجين والفوسفور والعناصر الغذائية الأخرى والعناصر النزرة. الكائنات الحية الدقيقة البحرية تحبس كميات كبيرة من الكربون وتنتج الكثير من الأكسجين في العالم.

## ملخص
تشكل الكائنات الدقيقة حوالي 70٪ من الكتلة الحيوية البحرية. الكائن الدقيق ، أو الميكروب ، هو كائن حي مجهري صغير جدًا بحيث لا يمكن التعرف عليه بشكل مناسب بالعين المجردة. في الممارسة العملية ، يشمل ذلك كائنات أصغر من حوالي 0.1 مم.
يمكن أن تكون هذه الكائنات وحيدة الخلية أو متعددة الخلايا. تتنوع الكائنات الحية الدقيقة وتشمل جميع البكتيريا والعتائق ، ومعظم الطلائعيات بما في ذلك الطحالب والأوليات والطلائعيات الشبيهة بالفطريات ، بالإضافة إلى بعض الحيوانات المجهرية مثل الروتيفير. العديد من الحيوانات والنباتات العيانية لها مراحل أحداث مجهرية. يصنف بعض علماء الأحياء المجهرية الفيروسات على أنها كائنات دقيقة ، لكن آخرين يعتبرونها غير حية.
تعد الكائنات الحية الدقيقة ضرورية لإعادة تدوير المغذيات في النظم البيئية لأنها تعمل كمحللات. بعض الكائنات الحية الدقيقة مسببة للأمراض ، وتسبب المرض وحتى الموت في النباتات والحيوانات. نظرًا لكونها من سكان أكبر بيئة على وجه الأرض ، فإن الأنظمة البحرية الميكروبية تحدث تغييرات في كل نظام عالمي. الميكروبات هي المسؤولة فعليًا عن جميع عمليات التمثيل الضوئي التي تحدث في المحيط ، فضلاً عن دورة الكربون والنيتروجين والفوسفور والعناصر الغذائية الأخرى.

## الفيروسات البحرية
الفيروس هو عامل معدٍ صغير يتكاثر فقط داخل الخلايا الحية للكائنات الحية الأخرى. يمكن للفيروسات أن تصيب جميع أنواع الحياة ، من الحيوانات والنباتات إلى الكائنات الحية الدقيقة ، بما في ذلك البكتيريا والعتائق.
عندما لا تكون الفيروسات داخل خلية مصابة أو في طور إصابة الخلية ، توجد الفيروسات في شكل جزيئات مستقلة. تتكون هذه الجسيمات الفيروسية ، المعروفة أيضًا باسم فيروس ، من جزأين أو ثلاثة أجزاء: (1) المادة الوراثية (الجينوم) المصنوعة إما من DNA أو RNA ، وهي جزيئات طويلة تحمل معلومات وراثية ؛ (2) غلاف بروتيني يسمى القفيصة ، يحيط ويحمي المادة الجينية ؛ وفي بعض الحالات (3) غلاف من الدهون يحيط بغلاف البروتين عندما يكونون خارج الخلية. وتتراوح أشكال جزيئات الفيروس هذه من الأشكال الحلزونية وعشرونية الوجوه البسيطة لبعض أنواع الفيروسات إلى الهياكل الأكثر تعقيدًا لأنواع أخرى. تحتوي معظم أنواع الفيروسات على فيريونات صغيرة جدًا بحيث لا يمكن رؤيتها بالمجهر الضوئي. يبلغ متوسط الفيريون حوالي واحد على مائة من حجم البكتيريا المتوسطة.

## بدائيات النوى
تشكل البكتيريا مجالًا كبيرًا من الكائنات الحية الدقيقة بدائية النواة. عادةً ما يبلغ طول البكتيريا بضعة ميكرومتر ، ولها عدد من الأشكال ، تتراوح من الكرات إلى القضبان واللوالب. كانت البكتيريا من بين أشكال الحياة الأولى التي ظهرت على الأرض ، وهي موجودة في معظم موائلها. تعيش البكتيريا في التربة والمياه والينابيع الساخنة الحمضية والنفايات المشعة والأجزاء العميقة من قشرة الأرض. تعيش البكتيريا أيضًا في علاقات تكافلية وطفيلية مع النباتات والحيوانات.
بمجرد اعتبارها نباتات تشكل فئة الفصام ، تم تصنيف البكتيريا الآن على أنها بدائيات النوى. على عكس خلايا الحيوانات وحقيقيات النوى الأخرى ، لا تحتوي الخلايا البكتيرية على نواة ونادرًا ما تأوي عضيات مرتبطة بالغشاء. على الرغم من أن مصطلح البكتيريا يشمل تقليديًا جميع بدائيات النوى ، فقد تغير التصنيف العلمي بعد اكتشاف أن بدائيات النوى تتكون من مجموعتين مختلفتين تمامًا من الكائنات الحية التي تطورت من سلف مشترك قديم في التسعينيات. تسمى هذه المجالات التطورية البكتيريا والعتائق.

## حقيقيات النواة
يمكن تصنيف جميع الكائنات الحية على أنها بدائيات النوى أو حقيقيات النوى. نشأت الحياة بدائيات النوى أحادية الخلية ثم تطورت لاحقًا إلى حقيقيات النوى الأكثر تعقيدًا. على عكس الخلايا بدائية النواة ، فإن الخلايا حقيقية النواة منظمة للغاية. بدائيات النوى هي البكتيريا والعتائق ، بينما حقيقيات النوى هي أشكال الحياة الأخرى - الطلائعيات والنباتات والفطريات والحيوانات. عادة ما تكون الطلائعيات أحادية الخلية ، في حين أن النباتات والفطريات والحيوانات عادة ما تكون متعددة الخلايا.
يبدو من المعقول جدًا أن جذر حقيقيات النوى يقع داخل العتائق. قد يكون أقرب الأقارب المعروفين في الوقت الحاضر هو قسم Heimdallarchaeota الخاص بـ Asgard superphylum المقترح. هذه النظرية هي نسخة حديثة من سيناريو تم اقتراحه في الأصل في عام 1984 كفرضية الخلية البادئة ، عندما كانت البروتينات الحرارية أقرب الأقارب البدائية المعروفة لحقيقيات النوى في ذلك الوقت. تم اكتشاف شكل انتقالي محتمل من الكائنات الحية الدقيقة بين بدائيات النوى وحقيقية النواة في عام 2012 من قبل علماء يابانيين. شعب ميو بالاكارو هو كائن حي دقيق فريد من نوعه أكبر من بدائيات النوى النموذجية ، ولكن مع مادة نووية محاطة بغشاء كما هو الحال في حقيقيات النوى ، ووجود المتعايشات الداخلية. يُنظر إلى هذا على أنه أول شكل تطوري معقول للكائنات الحية الدقيقة ، حيث يُظهر مرحلة التطور من بدائيات النوى إلى حقيقيات النوى.